# یوکی ماتسوبارا
یوکی ماتسوبارا (ژاپنی: 松原 優吉؛ زادهٔ ۵ سپتامبر ۱۹۸۸) یک بازیکن فوتبال اهل ژاپن است.
از باشگاه‌هایی که در آن بازی کرده‌است می‌توان به باشگاه فوتبال کاتالر تویاما و باشگاه فوتبال ناگانو پارسیرو اشاره کرد.